# Vredeskruid
Vredeskruid is een stripverhaal uit de reeks van Suske en Wiske. Het is onderdeel van een reeks van zes bijzondere albums ter gelegenheid van de zeventigste verjaardag van Suske en Wiske.
Deze reeks werd mogelijk gemaakt door Het Laatste Nieuws en dit verhaal werd geschreven door Pieter Aspe. Het werd uitgebracht op 10 oktober 2015. Een belangrijk deel van de opbrengst ging naar SOS Kinderdorpen.

## Personages
In dit verhaal spelen de volgende personages mee:
- Suske, Wiske met Schanulleke, tante Sidonia, Lambik, Jerom, professor Barabas, Krieger (wapenhandelaar), Bullit, Trigger, piloot, kapitein, kok en passagiers van het cruiseschip

## Locaties
Dit verhaal speelt zich af op de volgende locaties:
- het huis van tante Sidonia, de Cinatit (cruiseschip), vulkanisch eiland

## Uitvindingen
In dit verhaal spelen de volgende uitvindingen een rol:
- de gyronef, de nieuwe gyronef

## Verhaal
De vrienden genieten in de tuin van tante Sidonia van de zomer. Dan arriveert een duif, maar deze wordt door een valk aangevallen. Jerom verjaagt de valk en de vrienden verzorgen de duif. Deze duif blijkt een drone te zijn en vervoerde een boodschap. De vrienden bekijken de boodschap op een scherm. De boodschap is gericht aan tante Sidonia; er wordt op de Zuidpool al jaren gewerkt aan het vredeskruid. Dit kruid moet oorlog en geweld onmogelijk maken. Een wapenhandelaar verwoestte de voorraad van het vredeskruid en de wetenschapper verstuurde twee duiven. Eén duif vervoerde deze boodschap, de andere duif vervoerde het laatste zakje vredeskruid. Duif 1 zal de vrienden naar duif 2 brengen. De wetenschapper is gevangen op het voor radar onzichtbare vliegtuig van de wapenhandelaar.
Tante Sidonia is geschokt, de boodschap is afkomstig van haar broer Adonis. Hij verdween op jonge leeftijd in de binnenlanden van Borneo toen hij op zoek was naar een vreemd kruid. De vrienden lenen de gyronef en er wordt een zendertje bevestigd op duif 1. Boven de zee wordt de gyronef door de valk-drone beschoten en de vrienden storten in zee. Wiske duikt naar de zinkende gyronef en haalt Schanulleke en de zender. Jerom bouwt een vlot en de vrienden zien hoe de drone-duif wordt achtervolgd door de valk-drone. Jerom kan de valk opnieuw verslaan en de vrienden volgen de duif. Krieger is woedend als hij erachter komt dat de valk voor de tweede keer is verslagen. Hij stuurt zijn mannen op pad om de duif onschadelijk te maken.
De duif landt op de voorsteven van de Cinatit en de vrienden worden aan boord genomen. 's Nachts klimmen de mannen van Krieger ook aan boord en slaan een kok neer. Ze vermommen zich als kok. Wiske snapt niet waarom de duif op het schip is geland en gaat op onderzoek uit. De mannen van Krieger stelen de vredesduif als Suske slaapt en verdwijnen op hun motorboot. Lambik neemt contact op met professor Barabas en brengt hem op de hoogte. De professor vertrekt in een nieuwe gyronef naar de vrienden. Wiske is aan boord gekropen van de motorboot en hoort hoe de boeven de boodschap van Adonis beluisteren. Ze probeert aan boord van het vliegtuig van de boeven te kruipen, maar wordt dan ontdekt. Ze wordt opgesloten in dezelfde ruimte als Adonis. Adonis schrikt als hij hoort dat de boeven duif 1 te pakken hebben gekregen.
De boeven laten de duif weer vliegen, waarna de vrienden het signaal van de duif weer ontvangen. Ze zien dat de duif wordt gevolgd door een vliegtuig en vermoeden dat dit vliegtuig van Krieger is. De duif landt in een krater en Bullit en Trigger springen met parachutes uit het vliegtuig in de vulkaan. De vrienden klimmen naar de krater en zien de twee duiven vredig samen, maar zien ook dat de boeven op de plek zijn beland. Wiske en Adonis weten te ontsnappen. Ze springen ook met parachutes uit het vliegtuig en zien hoe de vrienden met de boeven strijden om het vredeszaad. Dan breekt het zakje uiteen en de zaadjes vallen in de diepte. Tante Sidonia is ontroostbaar, maar Adonis ziet dat een zaadje in haar haar is blijven steken. Er is nog één zaadje en zolang is er ook hoop.